# مادام کو
مادام کاو (۱۸۰۶، ۱۸۰۹ یا ۱۸۱۰، - ۱۸۸۳) نقاش و استاد طراحی فرانسوی بود. او که ماری الیزابت بلاووت به دنیا آمد و در جوانی به نام ماری مونچابلون نیز شناخته می‌شد (از نام مادرش)، با نقاش کلمان بولانگر و سپس، پس از مرگ بولانگر، با ادموند کاوه ازدواج کرد.
او که در دوران سلطنت جولای به دلیل وظایف رسمی شوهرش به مادام کاو معروف بود، به همان اندازه با طرفداران نئوکلاسیک انگر و با نقاشان رمانتیک مانند دلاکروا که با آنها دوست بود، دوست بود. پس از بیوه شدن، نقاشی را به زنان جوان آموزش داد و دو جزوه آموزشی در مورد طراحی و رنگ در دوره دوم امپراتوری فرانسه منتشر کرد. او بعداً تأملاتی در مورد رفتار و جایگاه زنان در جامعه منتشر کرد.

## زندگی
او در پاریس متولد شد و دختر بود، و خانواده او با خانواده چارلز لکلرک، شوهر اول پائولین بناپارت، خویشاوندی داشتند. او در یک مدرسه شبانه‌روزی برای دختران جوان بزرگ شد، جایی که او طراحی و آبرنگ را زیر نظر Camille Roqueplan، سپس نقاشی ژانر را زیر نظر Clément Boulanger، شاگرد Jean-Auguste-Dominique Ingres، که پرتره Boulanger را در حدود سال ۱۸۳۰ کشید، آموخت. او و بولانجر در سال ۱۸۳۱ با هم ازدواج کردند - سال قبل در رم صاحب پسری به نام آلبرت شدند.
او محتاط، زیبا و جذاب بود و توانست زندگی مستقلی داشته باشد و کارش به عنوان نقاش بدون وقفه تا سال ۱۸۵۵ ادامه یافت. از سال ۱۸۳۶ او در مدرسه ای برای دختران جوان به آموزش طراحی و نقاشی پرداخت. در سال ۱۸۳۳ او با یوژن دلاکروا در یک مهمانی ملاقات کرد - چهار سال بعد او یک نقاشی کوچک به نام چارلز کوئینت در صومعه یوست (۱۸ در ۲۶) به او پیشنهاد داد. سانتی‌متر). او و دلاکروا در سال ۱۸۳۹ با هم به فلاندر سفر کردند و تا زمان مرگ او نزدیک بودند.
شوهرش به عنوان هنرمند در مأموریت باستان‌شناسی چارلز تکسیر منصوب شد، که برای حفاری Magnesia ad Sipylum (اکنون Manisa در ترکیه) فرستاده شد. او در آنجا در ۲۸ سپتامبر ۱۸۴۲ درگذشت و سال بعد او با ادموند کاو که دوازده سال از او بزرگتر بود ازدواج کرد. او به تدریس و نوشتن ادامه داد و با نام مادام کاو شهرت خاصی به دست آورد و چندین سفارش رسمی برای تولید نقاشی برای کلیساها به دست آورد. اگرچه موقعیت همسرش بین سال‌های ۱۸۴۳ و ۱۸۵۲ مطمئناً برای حرفه هنری او مفید بود، اما آنطور که برخی از نویسندگان استدلال کرده‌اند این تأثیر تعیین‌کننده بر آن نبود. او به‌طور مؤثر در سالن پاریس به نمایش گذاشت و قبل از ازدواج با کاوه تحسین منتقدان را به دست آورد و پس از انقلاب ۱۸۴۸ فرانسه و پس از مرگ کاو در ۱۸۵۲، کار و سفارشات رسمی او ادامه یافت. سایر نویسندگان بدنامی او را به رابطه صمیمانه‌اش با دلاکروا نسبت می‌دهند، اگرچه می‌توان علیه آن نیز استدلال کرد - او با کل محیط هنری عصر خود در تماس بود و می‌توانست معاصران هنری خود را به عنوان یک هنرمند درک کند.

## نقاشی
او چندین بار در سالن پاریس به نمایش گذاشت و شهرت انتقادی بسیار مطلوبی به دست آورد، اگرچه منتقدان او را به خاطر اینکه از نقش و استعداد خود به عنوان یک زن فراتر نگذاشتند تحسین کردند. او خود در سال ۱۸۵۰ نوشت: «زیرا اغلب ایده‌های نقاشی بزرگ، نقاشی تاریخی، همان‌طور که در زمان ما نامیده می‌شود، [ذهن دختران جوان] را دچار مشکل می‌کند. جاه طلبی برابری با مردان، رقابت با آنها، آنها را نابود می‌کند.» در سال ۱۸۴۷ او نقاشی‌هایی از کودکان را به نمایش گذاشت - «لمس آن سبک است و رنگ آن درخشان است - او پارچه‌های درخشان درخشان و تنظیمات عشوه‌گرانه و تجملات زیور آلات دادگاه‌های قدیمی را دوست دارد». او در سال ۱۸۶۳ در نمایشگاه دائمی که از آن سال به بعد برگزار شد، «آبرنگ‌های پر جنب و جوش، با رنگ‌های بالا و با انرژی کاملاً مردانه» را به نمایش گذاشت.

## آموزش
او در ابتدا اثری در زمینه آموزش هنری به نام Le dessin sans maître (۱۸۵۰) نوشت که روش کاو را توضیح می‌داد که به گفته او از سال ۱۸۴۷ استفاده می‌کرد. هدف آن تمرین حافظه بصری، یک استعداد اساسی برای طراحی بود. دلاکروا در مجله Revue des deux Mondes در سپتامبر ۱۸۵۰ یک بررسی مثبت نوشت. یک کمیسیون روش را در سال ۱۸۵۰ بررسی کرد و به نفع آن و روش Lecoq 'ثانیه (الهام گرفته از همان مفهوم) تصمیم گرفت. وزیر آموزش عمومی روش کاوه را در مدارس ابتدایی عادی در کان و دوآی در سال ۱۸۶۲ و بعداً در همان سال در مدارس شارتر آزمایش کرد. نتایج به‌اندازه کافی رضایت‌بخش ارزیابی شد تا اتخاذ روش در سایر مدارس عادی توصیه شود. استدلال ارزیابان به نفع آموزش نقاشی، این واقعیت را تغییر نداد که آنها آن را به عنوان یک سرگرمی و نه یک مهارت صنعتی می‌دانستند - هنوز نمی‌توان گفت که این روش‌ها تا چه حد به کار گرفته شده‌اند، اگر نه توسط مخترعان آنها.
مادام کاوه سپس L'aquarelle sans maître (آبرنگ بدون استاد) را نوشت که در آن دربارهٔ رنگ بحث کرد. این دو کتاب کوچک ترکیبی از روش‌های یادگیری، توصیه‌های عملی، تأملاتی در مورد نظم نظری هنرها و صنایع دستی و رفتارهای اخلاقی با جایگاه زن در جامعه بود. آثاری که او بعداً منتشر کرد حاوی بحث‌های اخلاقی نبود - پس از بیوه شدن، او تبدیل به یک کاتولیک رومی پرشورتر و پرشورتر شد، به نحوی که شبیه دیگر شخصیت‌هایی بود که در طول امپراتوری اول متولد شدند.
او در Neuilly-sur-Seine درگذشت .

## کار خیرخواهانه
در سن ۶۰ سالگی، به نظر می رسد که او نقاشی را رها کرده و در سال ۱۸۶۶ جامعه ای را با هدف رهایی از زنانی که در فقر افتاده بودند و "به بدبختی" زندگی با دستمزد عادت نداشتند، تأسیس کرد - این انجمن به عنوان "Corporation des abeilles" شناخته می شد. ("شرکت زنبورها"). آنها قادر به تولید "ouvrages de dame" (یعنی آثار هنری مناسب برای تولید زنان) بودند که می توانستند به چهره های جامعه فروخته شوند. 

## ظواهر در داستان
الکساندر دوما (پدر) در یکی از فصل‌های خاطراتش که بین سال‌های ۱۸۵۲ و ۱۸۵۶ منتشر شد، او را به شخصیت تبدیل کرد و در آن برخی از حقایق موافق با اسناد تاریخی را با موارد متناقض، نامنسجم و عمدتاً غیرقابل تأیید در هم آمیخت. او او را به عنوان یک زن جوان رمانتیک دیوانه، یک هنرمند متأهل و پسر عموی شوهر اولش بولانجر، که دوما فصل را به او اختصاص داد، به تصویر کشید. در ابتدا در مجله دوما Le Mousquetaire در ۹ دسامبر ۱۸۵۳ منتشر شد و سپس در مجله L'Artiste در سال ۱۸۵۶ منتشر شد

## آثار

### آبرنگ
- مکالمه در اطراف تخت (منسوب به او)، موزه مگنین ، دیژون [۱۸]
- لحظات پایانی (منسوب به او)، موزه مگنین، دیژون [۱۹]

#### طراحی ها
- نبرد ایوری ، موزه لوور [۲۰]
- لویی سیزدهم، برنده مسابقات در موزه لوور ، موزه لوور [۲۱]

#### نقاشی‌ها
- چشم انداز باکره ، موزه هنرهای زیبای روئن [۲۲]
- خوابگاه باکره ، موزه هنرهای زیبای روئن [۲۳]

###### تصویرسازی‌ها
- برای François de Harlay (par l'ordre de Monseigneur), Catéchisme, ou Abrégé de la foi, L. Curmer, 1842

## کتاب‌ها

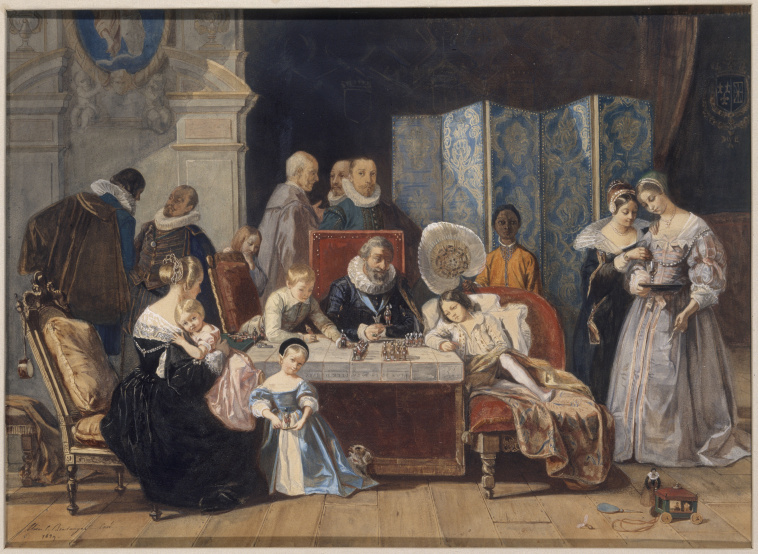
نبرد ایوری .
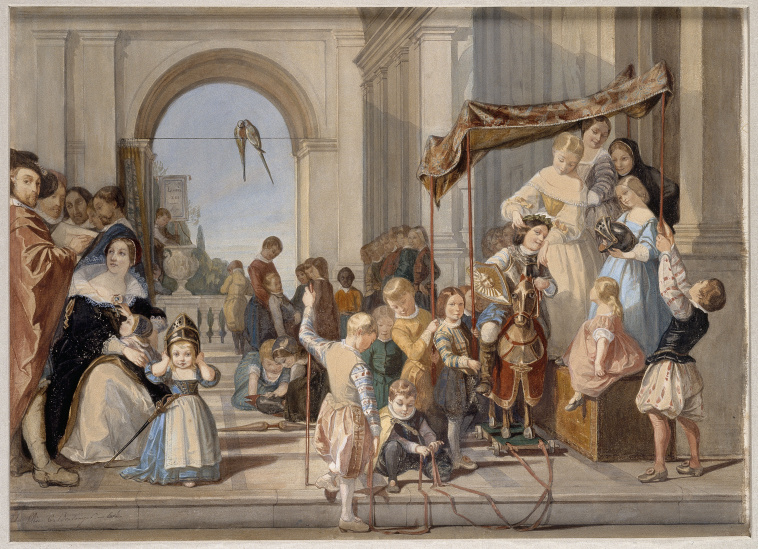
لویی سیزدهم، برنده مسابقات در موزه لوور .
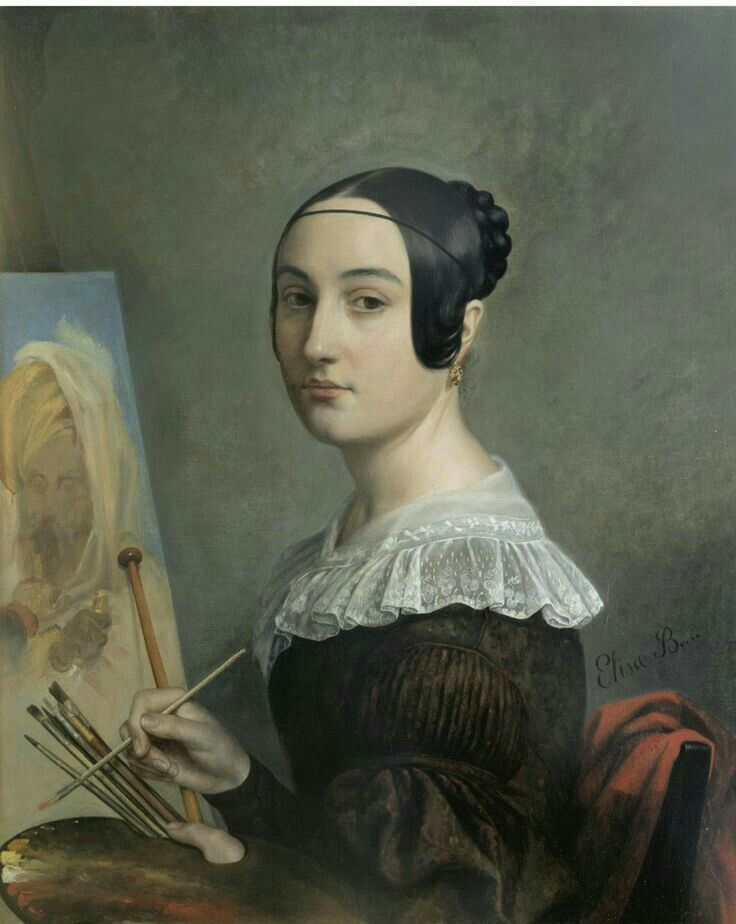
مادام غار.

- Cours de dessin sans maître، پاریس، [sd]، در فول.
- Le Dessin sans Maître, méthode pour apprendre à dessiner de memoire, پاریس: Susse frères, 1850, in-8°, VIII-82 p. , front. et pl. قبرها؛ ۲ درجه ویرایش پاریس: اوبر ۱۸۵۲، ۳° ed. پاریس: اوبرت 1852 ; 4e ed.، پاریس: bureau du "Journal amusant"، ۱۸۵۷. در ۸ درجه، ۱۳۴ ص. ; Abrégé de la Méthode Cave pour apprendre à dessiner, پاریس: H. Plon، (۱۸۶۰)، در-۱۲°، 71 p. ; Abrégé de la méthode Cave pour apprendre à dessiner... précédé des rapports de l'inspecteur général des beaux-arts (F. Cottereau) et de M. Delacroix، پاریس: H. Plon، (۱۸۶۲)، در-۱۲°، 71 p.
  - طراحی از حافظه، ترجمه از نسخه چهارم Dessin sans maître، نیویورک: پاتنام و پسر، ۱۸۶۹
- L'Aquarelle sans maître, méthode pour apprendre l'harmonie des couleurs (2e party du Dessin sans maître)، پاریس: impr. de N. Chaix, 1851, in-8°, XIII-132 p. , front. et pl. قبرها؛ ۲ درجه ویرایش پاریس: فیلیپون فیلس، ۱۸۵۶، در ۸ درجه، ۱۳۲ ص. شکل؛ ۳° ed. Titrée La Couleur (Ouvrage approuvé par M. Eugène Delacroix pour apprendre la peinture à l'huile et à l'aquarelle)، پاریس: H. Plon، ۱۸۶۳
- La Religion dans le monde, conseils à ma filleule، پاریس: H. Plon, 1855, in-12°, 212 p. et pl. ; 2e ed. همان، ۱۸۶۲.
- La Femme aujourd'hui, la femme autrefois، پاریس: H. Plon, 1863, in-8°, VI-288 p. و جلو. قبر.
- فیزیک زیبای زنانه، پاریس: P. Leloup, (1868), in-32°, 128 p.
- La Vierge Marie et la femme، پاریس: سی دیلت، ۱۸۷۵

## کتابشناسی - فهرست کتب
- گری تینترو، پرتره های انگرس، تصاویر یک دوره ، نیویورک، موزه متروپولیتن هنر، 1999، ص. 396-398
- (به فرانسوی) آندره ژوبن، « Deux amies de Delacroix » ، La revue de l'Art ancien et moderne, vol. LVII، شماره 312، ژانویه 1930، ص. 57-94
- (به فرانسوی) پیر آنگراند، ماری الیزابت کاو : شاگرد دو دلاکروا، پاریس، لوزان، Bibliothèque des Arts، 1966.